# Chũ
Chũ là một phường thuộc tỉnh Bắc Ninh, Việt Nam.

## Địa lý
Phường Chũ có vị trí địa lý:
- Phía đông giáp xã Lục Ngạn
- Phía tây giáp phường Phượng Sơn
- Phía nam giáp các xã Nam Dương và Đèo Gia
- Phía bắc giáp các xã Kiên Lao và Biên Sơn.

Phường Chũ có diện tích 69,16 km², dân số 58.409 người, mật độ dân số đạt 844 người/km².
Phường Chũ nằm cạnh sông Chũ, dân cư chủ yếu là người địa phương vùng lân cận đến cư trú.

## Hành chính
Phường Chũ được chia thành 18 tổ dân phố: 
Cầu Cát, Hồ Sen, Làng Chũ, Lâm Trường, Lê Duẩn, Lê Hồng Phong, Minh Khai, Minh Khai I, Minh Lập, Mới, Nghĩa, Nhập Thành, Ổi, Quang Trung, Trần Hưng Đạo, Trần Phú, Trường Chinh, Trung Nghĩa.

## Lịch sử
Năm 1930, thành lập phố Chũ trực thuộc tổng Trù Hựu, phủ Lục Ngạn, tỉnh Bắc Giang.
Ngày 21 tháng 1 năm 1957, Thủ tướng Chính phủ ban hành Nghị định số 24/TTg về việc chia 2 huyện: Sơn Động, Lục Ngạn thành 3 huyện: Sơn Động, Lục Ngạn và Lục Nam. Phố Lục Nam là huyện lỵ huyện Lục Ngạn (nay là huyện lỵ của Lục Nam). Nay chuyển huyện lỵ huyện Lục Ngạn về phố Chũ.
Ngày 20 tháng 7 năm 1957, Bộ Nội vụ ban hành Nghị định số 483/NV-NĐ về việc thành lập thị trấn Chũ – thị trấn huyện lỵ huyện Lục Ngạn trên cơ sở tách phố Chũ thuộc xã Trù Hựu.
Ngày 27 tháng 10 năm 1962, Quốc hội ban hành Nghị quyết về việc thành lập tỉnh Hà Bắc trên cơ sở tỉnh Bắc Giang và tỉnh Bắc Ninh. Khi đó, thị trấn Chũ thuộc huyện Lục Ngạn, tỉnh Hà Bắc.
Ngày 7 tháng 10 năm 1995, Chính phủ ban hành Quyết định số 58-CP về việc sáp nhập 184 ha diện tích tự nhiên và 844 người thuộc xã Trù Hựu (gồm làng Chũ, làng Nhật Đức và các hộ dân cư thuộc xã Trù Hựu đang sống xen cư trên địa bàn thị trấn Chũ).
Sau khi điều chỉnh địa giới hành chính, thị trấn Chũ có 319 ha diện tích tự nhiên và 6.087 người.
Ngày 6 tháng 11 năm 1996, Quốc hội ban hành Nghị quyết về việc chia tỉnh Hà Bắc thành tỉnh Bắc Giang và tỉnh Bắc Ninh. Khi đó, thị trấn Chũ thuộc huyện Lục Ngạn, tỉnh Bắc Giang.
Ngày 5 tháng 6 năm 2013, Bộ Xây dựng ban hành Quyết định số 567/QĐ-BXD về việc công nhận thị trấn Chũ mở rộng (bao gồm thị trấn Chũ, xã Nghĩa Hồ và một phần các xã: Quý Sơn, Thanh Hải, Trù Hựu, Nam Dương) là đô thị loại IV.
Năm 2018, thị trấn Chũ có diện tích 2,70 km², dân số là 7.743 người, mật độ dân số đạt 2.868 người/km², gồm 11 khu phố: Làng Chũ, Quang Trung, Hà Thị, Nhật Đức, Minh Khai, Dốc Đồn, Lê Hồng Phong, Lê Duẩn, Trần Phú, Lê Lợi.
Ngày 21 tháng 11 năm 2019, Ủy ban Thường vụ Quốc hội ban hành Nghị quyết số 813/NQ-UBTVQH14 về việc sắp xếp các đơn vị hành chính cấp xã thuộc tỉnh Bắc Giang (nghị quyết có hiệu lực từ ngày 1 tháng 1 năm 2020). Theo đó, sáp nhập toàn bộ 10,14 km² diện tích tự nhiên và 6.882 người của xã Nghĩa Hồ vào thị trấn Chũ.
Thị trấn Chũ có 12,84 km² diện tích tự nhiên và quy mô dân số là 14.625 người.
Ngày 11 tháng 12 năm 2019, HĐND tỉnh Bắc Giang ban hành Nghị quyết số 44/NQ-HĐND về việc:
1. Thị trấn Chũ
- Sáp nhập tổ dân phố Nhật Đức vào tổ dân phố Làng Chũ.
- Thành lập tổ dân phố Trần Hưng Đạo trên cơ sở tổ dân phố Hà Thị và tổ dân phố Lê Lợi.

2. Xã Nghĩa Hồ
- Sáp nhập thôn Quyết Tiến vào thôn Trung Nghĩa.

Ngày 9 tháng 7 năm 2020, HĐND tỉnh Bắc Giang ban hành Nghị quyết số 13/NQ-HĐND về việc đổi tên thôn Minh Khai thành tổ dân phố Minh Khai 1.
Ngày 28 tháng 9 năm 2024, Ủy ban Thường vụ Quốc hội ban hành Nghị quyết số 1191/NQ-UBTVQH15 về việc sắp xếp đơn vị hành chính cấp huyện, cấp xã của tỉnh Bắc Giang giai đoạn 2023 – 2025 (nghị quyết có hiệu lực từ ngày 1 tháng 1 năm 2025). Theo đó:
- Thành lập thị xã Chũ thuộc tỉnh Bắc Giang.
- Thành lập phường Chũ thuộc thị xã Chũ trên cơ sở toàn bộ 12,84 km² diện tích tự nhiên và quy mô dân số là 17.059 người của thị trấn Chũ thuộc huyện Lục Ngạn.

Ngày 16 tháng 6 năm 2025, Ủy ban Thường vụ Quốc hội ban hành Nghị quyết số 1658/NQ-UBTVQH15 của UBTVQH về việc sắp xếp các đơn vị hành chính cấp xã của tỉnh Bắc Ninh năm 2025. Theo đó, sắp xếp toàn bộ diện tích tự nhiên, quy mô dân số của các phường Thanh Hải, Hồng Giang, Trù Hựu và Chũ thành phường mới có tên gọi là phường Chũ.